# Constitución del Estado de São Paulo
La actual Constitución Política del Estado de São Paulo fue promulgada siguiendo el mandato de la Constitución de Brasil por la Asamblea Estadual Constituyente Paulista el 5 de octubre de 1989, tal como manda el artículo 11 de la Constitución Federal de 1988, que ordenaba lo siguiente: "Cada Asamblea Legislativa, con poderes constituyentes, elaborará la Constitución del Estado, en el plazo de un año, contado desde la promulgación de la Constitución Federal, siguiendo los principios de esta".

## Preámbulo
O Povo Paulista, invocando a proteção de Deus, e inspirado nos princípios constitucionais da República e no ideal de a todos assegurar justiça e bem-estar, decreta e promulga, por seus representantes, a CONSTITUIÇÃO DO ESTADO DE SÃO PAULO.
El Pueblo Paulista, invocando la protección de Dios, e inspirado en los principios constitucionales de la República y en el ideal de asegurar justicia y bienestar para todos, decreta y promulga, por sus representantes, la CONSTITUCIÓN DEL ESTADO DE SÃO PAULO.
Preámbulo de la Constitución Política del Estado de São Paulo de 1989

## Enmiendas Constitucionales
Las primeras enmiendas a la Constitución del estado de São Paulo fueron:
- Enmienda Constitucional N° 1, de 20 de diciembre de 1990.[3]
- Enmienda Constitucional N° 2, de 21 de febrero de 1995.[4]

En total, ha habido 45 enmiendas constitucionales a fecha de 18 de diciembre de 2017.